# 트리니트론
트리니트론(영어: Trinitron)은 1968년부터 2008년까지 판매된 소니의 텔레비전이자 관련 브랜드 및 상표이다. 1973년 텔레비전 영상 기술을 발전시킨 공로로 일본기업 최초이자 TV수상기 최초로 에미상을 수상하였다.

## 역사

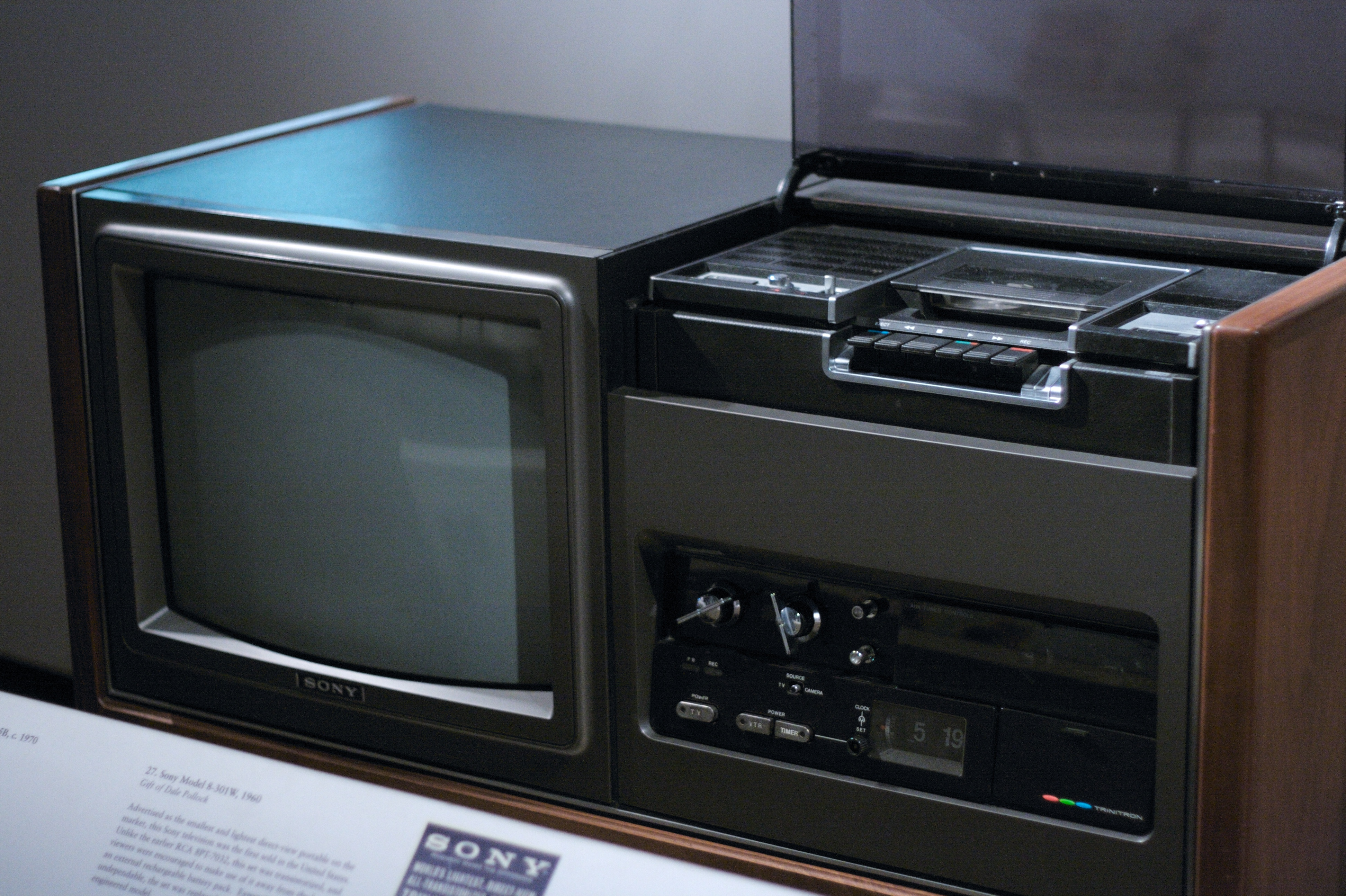
1975년 발매한 LV-1901D

당시 브라운관 방식의 컬러 텔레비전의 주류였던 미국 RCA에서 개발한 그림자 마스크방식을 따르지 않고 1968년 소니는 독자적으로 트리니트론을 개발한다. 그림자 마스크 방식의 3개의 전자총과 달리 트리니트론은 1개의 전자총이 존재하며 3개의 구멍이 있는 제어그리드에 빨강·초록·파랑의 세 전자빔을 형성하여 하나의 전자렌즈와 전자프리즘으로 전자빔을 집속시킨다. 고해상도를 구현할수록 화면이 어두워지는 그림자 마스크 방식에 비해 훨씬 더 높은 화질 구현이 가능한 트리니트론은 고화질 영상에 대응하는 최적의 디스플레이로서 세계시장에서 호평을 받았고 이후 소니는 세계 TV 시장의 선두를 차지하게 된다. 트리니트론은 워크맨, 핸디캠과 함께 20세기 소니를 상징하는 대표적 상품 중에 하나이다.
파생 제품으로 “블랙 트리니트론”, “하이 블랙 트리니트론”, “슈퍼 트리니트론”, "FD 트리니트론"(평면 디스플레이), “HR 트리니트론” 등이 있다. 1990년대 후반부터 하이비전 대응의 16:9 화면비 제품이 출시되었으며 1998년부터 HDTV 대응 DRC 반도체를 탑재한 FD 트리니트론은 WEGA라는 새로운 브랜드로 발매되었다.

## 몰락
트리니트론과 같은 음극선관 방식의 텔레비전이 20세기까지 시장의 주류였으나 21세기 이후로 PDP나 LCD 텔레비전에 점차 밀려나게 된다. 하지만 소니는 트리니트론 방식의 브라운관 텔레비전을 고집한 결과 삼성전자에게 세계 TV 시장의 주도권을 상실하게 된다. 2005년 소니는 새로운 액정 텔레비전 브랜드인 BRAVIA를 공개하며 트리니트론 방식의 텔레비전의 생산을 줄이다가 2008년 생산을 완전히 중지하게 된다.
소니는 현재 자체적으로 패널을 생산하지 못하고 삼성전자와 샤프, LGD에서 LCD패널을 받아서 TV를 생산하고 있다. 소니 TV 사업부는 2003년 이후로 계속 적자를 내고 있으며 2014년 소니에서 분사되어 소니 비주얼 프로덕트로 출범하는 것을 발표하였다.

## 같이 보기
- 소니
- BRAVIA